# ارباز خان
اَرباز خان (انگلیسی: Arbaaz Khan؛ زادهٔ ۴ اوت ۱۹۶۷) یک هنرپیشه، تهیه‌کننده، و کارگردان اهل هند است. وی از سال ۱۹۹۶ میلادی تاکنون مشغول فعالیت بوده‌است. این هنرپیشه برادر سلمان خان و سهیل خان است.
از فیلم‌ها یا برنامه‌های تلویزیونی که وی در آن نقش داشته‌است می‌توان به چرا من دوست دارم؟ اشاره کرد.
وی همچنین برنده جوایزی همچون جوایز فیلم‌فیر شده‌است.

## فیلم‌شناسی
فهرست برخی از فیلم‌هایی که ارباز خان در آن‌ها به ایفای نقش پرداخته است:
- چرا من دوست دارم؟
- نترس
- نترس ۲
- نمی‌توانم تو را فراموش کنم
- یه وقت عاشق نشی
- افتخار
- عاشق شدی نترس
- جنجال
- دویدن در پیرامون
- سلام برادر
- قیامت
- ده داستان
- آخر حماقت
- کسی که باید عاشقش باشم
- ووداستوک ویلا
- طبل
- دهاتی‌های خوش‌شانس
- کشاورز
- نترس ۳
- ترک
- تاج محل: داستان یک عشق ابدی
- جی ویرو
- سوداگران
- تفکر
- فریکی علی
- عشق بیش از حد